# رفير
رفير، ماساتشوستس (بالإنجليزية: Revere, Massachusetts)‏ هي مدينة في مقاطعة سوفولك ماساتشوستس بالولايات المتحدة؛ وهي تبعد 8 كم عن وسط مدينة بوسطن.

## التركيبة السكانية
حدّد مكتب تعداد الولايات المتحدة بيانات التركيبة السكانية لرفير في تعداد الولايات المتحدة. في ما يلي، التركيبة السكانية حسب تعدادي 2000 و2010.

### تعداد عام 2000
بلغ عدد سكان رفير 47,283 نسمة بحسب تعداد عام 2000، وبلغ عدد الأسر 19,463 أسرة وعدد العائلات 11,865 عائلة مقيمة في المدينة. في حين سجلت الكثافة السكانية 1,801.9 نسمة لكل كيلومتر مربع (4,666.9/ميل2). وبلغ عدد الوحدات السكنية 20,181 وحدة بمتوسط كثافة قدره 769.1 لكل كيلومتر مربع (1,992.0/ميل2).
وتوزع التركيب العرقي للمدينة بنسبة 84.35% من البيض و2.88% من الأمريكيين الأفارقة و0.26% من الأمريكيين الأصليين و4.54% من الأمريكيين ذوي الأصول الآسيوية و0.07% من سكان جزر المحيط الهادئ و4.11% من الأعراق الأخرى و3.78% من عرقين مختلطين أو أكثر و9.44% من الهسبانيون أو اللاتينيون من أي عرق.
بلغ عدد الأسر 19,463 أسرة كانت نسبة 28.3% منها لديها أطفال تحت سن الثامنة عشر تعيش معهم، وبلغت نسبة الأزواج القاطنين مع بعضهم البعض 41.8% من أصل المجموع الكلي للأسر، ونسبة 13.9% من الأسر كان لديها معيلات من الإناث دون وجود شريك، بينما كانت نسبة 5.2% من الأسر لديها معيلون من الذكور دون وجود شريكة وكانت نسبة 39% من غير العائلات. تألفت نسبة 32.7% من أصل جميع الأسر من عدة أفراد يعيشون في نفس المنزل ونسبة 12.4% كانت تتألف من شخص يعيش بمفرده يبلغ من العمر 65 عاماً أو أكثر. وبلغ متوسط حجم الأسرة المعيشية 2.41، أما متوسط حجم العائلات فبلغ 3.09.
بلغ العمر الوسطي للسكان 37.6 عاماً. وكانت نسبة 21% من القاطنين تحت سن الثامنة عشر، وكانت نسبة 7.9% بين الثامنة عشر والرابعة والعشرين عاماً، ونسبة 32.6% كانت واقعةً في الفئة العمرية ما بين الخامسة والعشرين والرابعة والأربعين عاماً، ونسبة 21.7% كانت ما بين الخامسة والأربعين والرابعة والستين، ونسبة 16.1% كانت ضمن فئة الخامسة والستين عاماً فما فوق. يوجد لكل 100 أنثى 94.1 ذكر، ويوجد لكل 100 أنثى في الثامنة عشر من عمرها فما فوق 90.4 ذكر.
بلغ متوسط دخل الأسرة في المدينة 37,067 دولارًا، أما متوسط دخل العائلة فبلغ 45,865 دولارًا. وكان متوسط دخل الذكور 36,881 دولارًا مقابل 31,300 دولارًا للإناث. وسجل دخل الفرد الخاص بالمدينة 19,698 دولارًا. وكانت نسبة 11.9% من العائلات ونسبة 14.6% من السكان تحت خط الفقر، وكان من هؤلاء نسبة 20.6% تحت سن الثامنة عشر ونسبة 10.4% في الخامسة والستين من العمر وما فوق.

### تعداد عام 2010
بلغ عدد سكان رفير 51,755 نسمة بحسب تعداد عام 2010، وبلغ عدد الأسر 20,454 أسرة وعدد العائلات 12,362 عائلة مقيمة في المدينة. في حين سجلت الكثافة السكانية 1,972.4 نسمة لكل كيلومتر مربع (5,108.5/ميل2). وبلغ عدد الوحدات السكنية 22,100 وحدة بمتوسط كثافة قدره 842.2 لكل كيلومتر مربع (2,181.3/ميل2).
وتوزع التركيب العرقي للمدينة بنسبة 74.10% من البيض و4.87% من الأمريكيين الأفارقة و0.36% من الأمريكيين الأصليين و5.58% من الأمريكيين ذوي الأصول الآسيوية و0.03% من سكان جزر المحيط الهادئ و11.76% من الأعراق الأخرى و3.31% من عرقين مختلطين أو أكثر و24.38% من الهسبانيون أو اللاتينيون من أي عرق.
بلغ عدد الأسر 20,454 أسرة كانت نسبة 29.9% منها لديها أطفال تحت سن الثامنة عشر تعيش معهم، وبلغت نسبة الأزواج القاطنين مع بعضهم البعض 39.3% من أصل المجموع الكلي للأسر، ونسبة 14.9% من الأسر كان لديها معيلات من الإناث دون وجود شريك، بينما كانت نسبة 6.2% من الأسر لديها معيلون من الذكور دون وجود شريكة وكانت نسبة 39.6% من غير العائلات. تألفت نسبة 32% من أصل جميع الأسر من عدة أفراد يعيشون في نفس المنزل ونسبة 12.5% كانت تتألف من شخص يعيش بمفرده يبلغ من العمر 65 عاماً أو أكثر. وبلغ متوسط حجم الأسرة المعيشية 2.52، أما متوسط حجم العائلات فبلغ 3.20.
بلغ العمر الوسطي للسكان 37.9 عاماً. وكانت نسبة 20.3% من القاطنين تحت سن الثامنة عشر، وكانت نسبة 9.3% بين الثامنة عشر والرابعة والعشرين عاماً، ونسبة 30.8% كانت واقعةً في الفئة العمرية ما بين الخامسة والعشرين والرابعة والأربعين عاماً، ونسبة 25% كانت ما بين الخامسة والأربعين والرابعة والستين، ونسبة 14.5% كانت ضمن فئة الخامسة والستين عاماً فما فوق. وتوزع التركيب الجنسي للسكان بنسبة 49% ذكور و51% إناث.

## أعلام
- جورج غودفري
- جيم والاس
- جون موريلي
- ستيف رايلي
- جورج ويليس كوكي
- نت باتلر
- جون ميلر
- ستان روزنبرغ
- جيمس بورتر
- جينو مارتينو